# Marie-Edmond Valentin
Pour les articles homonymes, voir Valentin.
Marie Edmond Valentin est un homme politique français né le 27 avril 1823 à Strasbourg (Bas-Rhin) et décédé le 31 octobre 1879 à Paris.

## Biographie
Officier de carrière, il est élu député du Bas-Rhin en 1850, et siège à l'Extrême-Gauche. Arrêté lors du coup d’État du 2 décembre 1851, il s'exile en Angleterre où il devient professeur à l'école militaire de Woolwich. Il ne revient en France qu'en mai 1870. Le 4 septembre 1870, il est nommé préfet du Bas-Rhin, puis en 1871, préfet du Rhône, jusqu'en janvier 1872. En 1875, il est élu représentant de Seine-et-Oise, puis devient sénateur du Rhône de 1876 à 1879, siégeant au groupe de la Gauche républicaine.
Il est inhumé au cimetière du Montparnasse dans la 26e division.

## Sources
- « Marie-Edmond Valentin », dans Adolphe Robert et Gaston Cougny, Dictionnaire des parlementaires français, Edgar Bourloton, 1889-1891 [détail de l’édition]